# 司馬鑠
參數所指定的目標頁面不存在，建議更正成存在頁面或直接建立下列一個頁面（建立前請先搜尋是否有合適的存在頁面可以取代）：
- 中丘王

司马铄（3世纪—311年），西晋宗室，安平献王司马孚曾孙，太原成王司马辅之孙，中丘王司馬泓之子。
元康三年（293年）十月，司马泓去世。司马铄袭封中丘王（治所今河北省内丘县西）。永嘉五年（311年）四月与东海世子司马毗及宗室四十七王一起被石勒俘虏。
| 前任： 司馬泓 | 晋朝中丘王 294年－311年 | 繼任： 国除 |